# Ади, Фанендо
Фанендо Ади (англ. Fanendo Adi; 10 октября 1990, Лагос, Нигерия) — нигерийский футболист, нападающий.

## Биография

### Клубная карьера
Выступал за молодёжную команду «Юнион Банк». Затем играл за «Лагос Айлендерс».
В 2009 году перешёл в словацкий «Тренчин». В сезоне 2009/10 его команда заняла 2 место в Первой лиге Словакии, уступив лишь «ВиОну». В следующем сезоне за клуб Ади забил 11 голов в 17 матчах. После этого игроком интересовались нидерландские «Фейеноорд» и «Гронинген». Зимой 2011 года Ади побывал на просмотре в амстердамском «Аяксе».
В феврале 2011 года подписал трёхлетний контракт с донецким «Металлургом». В команде Ади получил 22 номер, под таким же номером он играл в «Тренчине». Фанендо Ади был куплен «Металлургом» в качестве замены Мусавенкоси Мгуни, который ушёл в российский «Терек». В команде дебютировал 20 февраля 2011 года в товарищеском матче на сборах в Турции против белорусского «Минска» (0:1), Ади вышел на 70 минуте вместо Жуниора Мораеса.
В Премьер-лиге Украины дебютировал 12 марта 2011 года в домашнем матче против «Севастополя» (1:0), Ади вышел на 78 минуте вместо Чиприана Тэнасэ. В последнем 30 туре чемпионата Украины против луцкой «Волыни» (1:3), Ади забил первый гол в матче в ворота Виталия Неделько. Всего в сезоне 2010/11 Ади сыграл в 9 матчах и забил 1 гол.
В июне 2011 года Ади был приглашён на просмотр в киевское «Динамо». На сборе в Австрии он получил микротравму передней поверхности бедра, из-за которой он выбыл более чем на две недели. Курс лечения он проходил в Киеве. Несмотря на травму «Динамо» арендовало Ади до конца 2011 года.
27 августа 2011 года дебютировал в молодёжном первенстве Украины в составе дубля «Динамо» в выездном матче против днепропетровского «Днепра» (0:1), Ади отыграл всю игру. В основном составе «Динамо» дебютировал 21 сентября 2011 года в матче 1/16 финала Кубка Украины против кременчугского «Кремня» (2:3), Ади начал матч в основе, на 15 минуте игры он забил гол, после паса Карлоса Корреа.
В январе 2012 года перешёл в симферопольскую «Таврию».
Осенью 2012 года вернулся в «Тренчин».
В августе 2013 года перешёл в ФК «Копенгаген».
13 мая 2014 года Ади был взят в аренду клубом MLS «Портленд Тимберс». В американской лиге дебютировал 17 мая 2014 года в матче против «Коламбус Крю», отметившись результативной передачей. 28 мая 2014 года в матче против «Чивас США» забил свои первые голы за «Портленд Тимберс», оформив дубль. 23 июня 2014 года «Портленд Тимберс» активировал опцию выкупа Ади у «Копенгагена» и подписал с ним многолетний контракт по правилу назначенного игрока.
30 июля 2018 года Ади перешёл в будущий клуб MLS «Цинциннати» за $850–950 тыс. в распределительных средствах, подписав контракт по правилу назначенного игрока. Оставшуюся часть 2018 года, перед вступлением новой франшизы в MLS, провёл в аренде в клубе USL «Цинциннати».
Ночью 31 марта 2019 года Ади был остановлен Дорожным патрулём штата Огайо за превышение скорости. Уровень содержания алкоголя в крови превышал допустимый лимит, а водительские права были не действительны. «Цинциннати» отстранил Ади от матчей и обязал пройти программу MLS по борьбе со злоупотреблением алкоголем или наркотиками и психического здоровья. После получения разрешения от докторов программы MLS 24 апреля 2019 года сняла отстранение.
Свой первый гол за «Цинциннати» в MLS Ади забил 13 июля 2019 года в ворота «Чикаго Файр».
17 января 2020 года «Цинциннати» поместил Ади в список отказов.
27 января 2020 года Ади был выбран клубом «Коламбус Крю» из списка отказов MLS. За «Крю» дебютировал 1 марта 2020 года в матче стартового тура сезона против «Нью-Йорк Сити». По окончании сезона 2020 контракт Ади с «Коламбус Крю» истёк.
27 августа 2021 года Ади подписал с клубом «Миннесота Юнайтед» однолетний контракт с опцией продления ещё на один год. За «гагар» дебютировал 28 августа в матче против «Хьюстон Динамо». 27 октября в матче против «Ванкувер Уайткэпс» забил свой первый гол за «Миннесоту». По окончании сезона 2021 «Миннесота Юнайтед» не продлила контракт с Ади.

## Достижения
«Портленд Тимберс»
- Чемпион MLS (обладатель Кубка MLS): 2015

«Цинциннати»
- Победитель регулярного чемпионата USL: 2018

«Коламбус Крю»
- Чемпион MLS (обладатель Кубка MLS): 2020